# ザ・プリンスギャラリー 東京紀尾井町

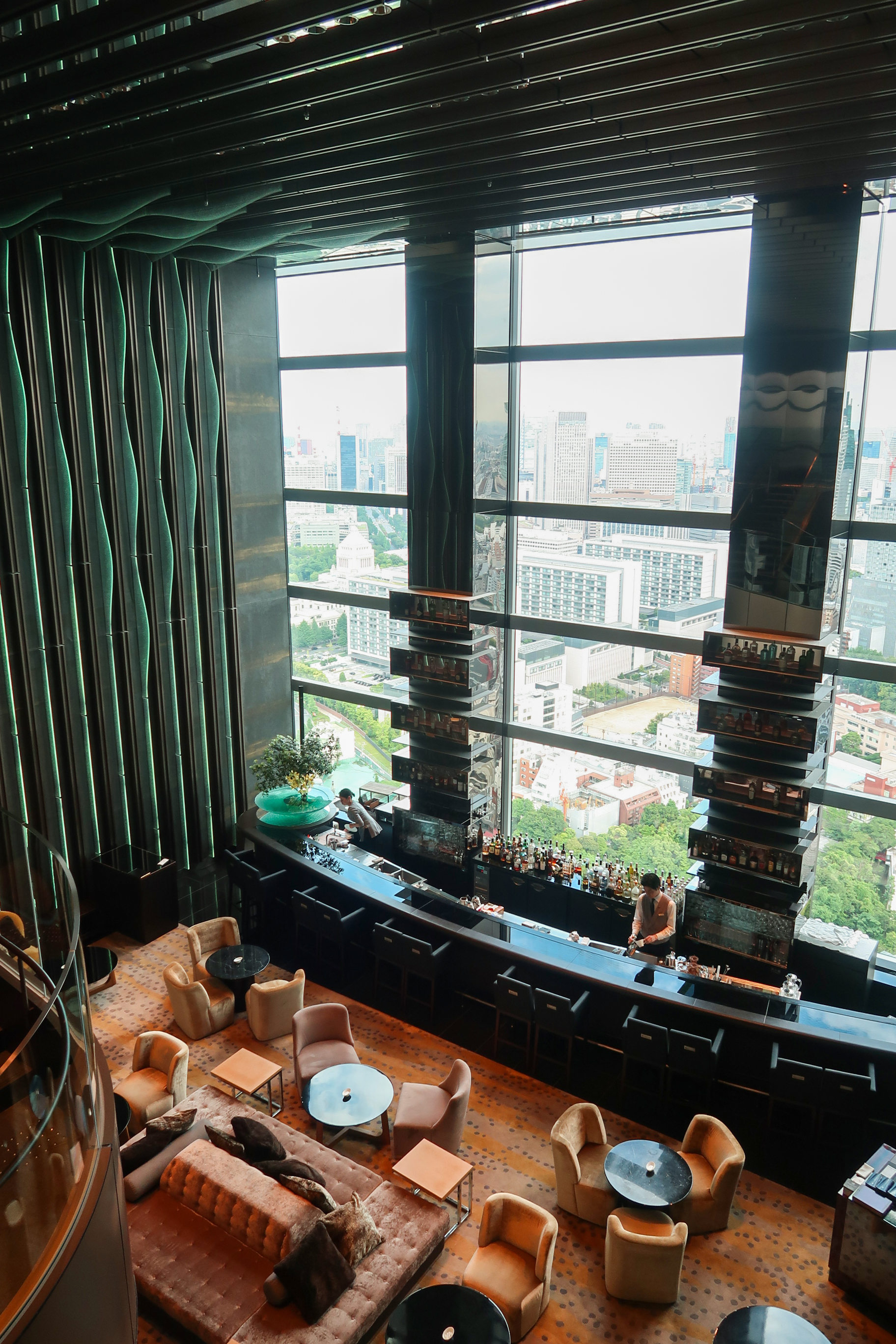
カクテルラウンジ・バー

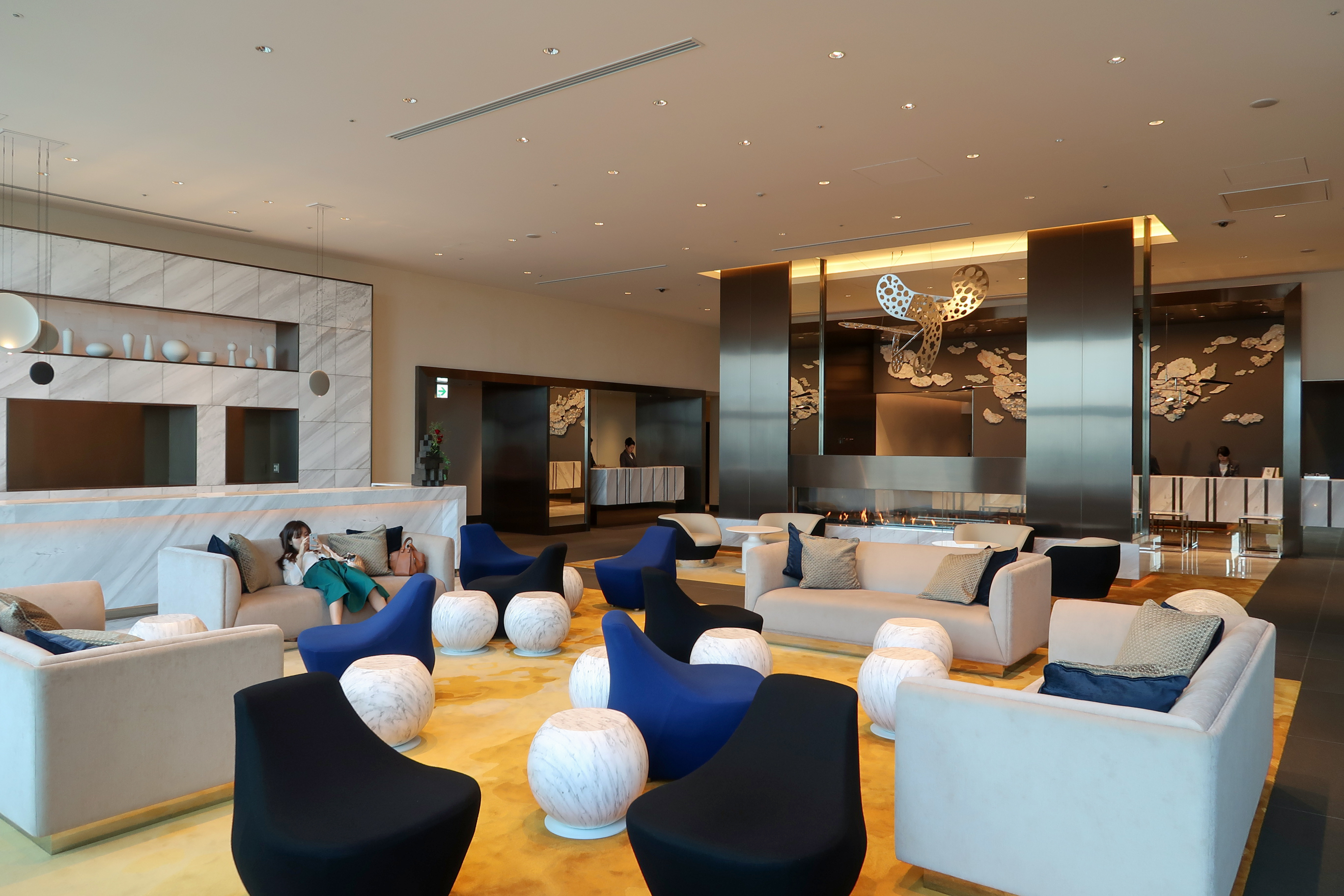
ロビー

ザ・プリンスギャラリー 東京紀尾井町（ザ・プリンスギャラリーとうきょうきおいちょう 英称：The Prince Gallery Tokyo Kioicho）は、東京都千代田区紀尾井町に所在する高級ホテルであり、プリンスホテルの最高ブランド。

## 概要
「赤プリ」の愛称で親しまれたグランドプリンスホテル赤坂（旧称:赤坂プリンスホテル）の跡地に建設された「東京ガーデンテラス紀尾井町」の高層部に入居する。客室は30〜36階に設けられ、最上部に当たる35〜36階にロビー、レストラン&バーなど、30階にはスパ&フィットネス施設が設置される。プリンスホテルが複合施設のテナントとして入居するのは初の事例となる。
従来のプリンスホテルで最も上級ブランドであった「ザ・プリンス」を上回る最高級ブランドとして運営され、マリオット・インターナショナル（旧スターウッド・ホテル&リゾート）の高級ブランド「ラグジュアリーコレクション」にも加盟する。ホテル名称は2015年1月13日に決定された。

## 客室
客室数は250室、客室の広さは標準で42m2、宿泊価格は1泊6万円〜59万円。
客室にはタブレット端末が用意されており、各種問い合わせの他、館内施設の予約や空調・照明の調整にも使用できる。
- スーペリア キング （36m2）
- デラックス ツイン （42m2）
- デラックス ツイン ユニバーサル（42m2）
- デラックス キング（42m2）
- デラックス プレミア ツイン（46m2）
- クラブ スーペリア キング （36m2）
- クラブ デラックス ツイン（42m2）
- クラブ デラックス ツイン ユニバーサル（42m2）
- クラブ デラックス キング（42m2）
- クラブ デラックス プレミア ツイン（46m2）
- グランド デラックス コーナー キング（58m2）
- グランド デラックス プレミア ツイン（62m2）
- 紀尾井スイート（95m2）
- デザイナーズ スイート（100m2）
- ザ・プリンスギャラリー スイート（148m2）

## レストラン&バー
35〜36階に以下の4つのレストラン・バーを備える。各レストラン・バーの正式名称は2016年6月6日に決定した。
なお、同敷地内の赤坂プリンス クラシックハウスのレストラン・バー2軒の運営も担当する。

### ALL-DAY DINING OASIS GARDEN
（36階/108席）イタリア料理中心のオールデイ・ダイニング。赤坂プリンスホテル時代のメニューも提供される。

### WASHOKU 蒼天SOUTEN
（35階/108席）このホテルのメイン・ダイニングとなる日本料理レストラン。インテリアのテーマは「アイスコンセプト」。ダイニングエリアの他、日本酒などを提供するSAKEバー、寿司カウンター、鉄板焼きカウンター、個室で構成される。

### Sky Gallery Lounge Levita
（35階/47席） 2層吹き抜けのロビーに隣接するバー・ラウンジ。

### THE BAR illumiid
（35階/30席） 重厚な雰囲気のバー。全席禁煙の他のレストラン・バーとは異なり、個室のみ喫煙可能となっている。

## スパ&フィットネス

### SPA&FITNESS KIOI
30階に設けられるスパ&フィットネスエリア。2016年6月22日に施設名等の詳細が発表された。
ジムエリア、スイミングプールにジェットバスを併設したプールエリア、温水水風呂、ドライサウナ、スチームサウナ等が設置されるバスエリア、スパトリートメントエリア等から構成される。

### スイス・パーフェクション スパKIOI
スイス・パーフェクション国内初の直営サロン。「SPA&FITNESS KIOI」に併設されている。